# Сферические функции

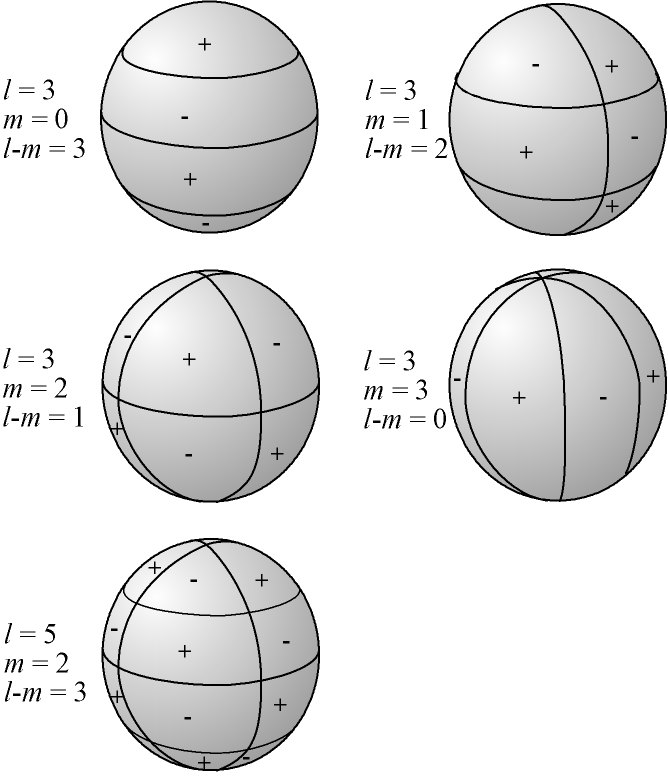
Гармонические сферические функции

Сферические функции представляют собой угловую часть семейства ортогональных решений уравнения Лапласа, записанную в сферических координатах. Они широко используются для изучения физических
явлений в пространственных областях, ограниченных сферическими
поверхностями и при решении физических задач, обладающих
сферической симметрией.
Сферические функции имеют большое значение в теории дифференциальных уравнений в частных производных и теоретической физике, в частности в задачах расчёта электронных орбиталей в атоме, гравитационного поля геоида, магнитного поля планет и интенсивности реликтового излучения. 

## Определение

Вещественные сферические функции Y_{lm}, l=0…4 (сверху вниз), m=0…4 (слева направо). Функции отрицательного порядка Y_{l-m} повёрнуты вокруг оси Z на 90/m градусов относительно функций положительного порядка.

Сферические функции являются собственными функциями оператора Лапласа в сферической системе координат (обозначение {\displaystyle Y_{l}^{m}(\theta ,\varphi )}). Они образуют ортонормированную систему в пространстве функций на сфере {\displaystyle \mathbb {S} ^{2}} в трёхмерном пространстве:
{\displaystyle \langle Y_{l}^{m};Y_{l}^{m}\rangle =\iint |Y_{l}^{m}|^{2}\sin {\theta }\,d\theta \,d\varphi =1}
{\displaystyle \langle Y_{l}^{m};Y_{l'}^{m'}\rangle =\int \limits _{0}^{2\pi }\int \limits _{0}^{\pi }Y_{l'}^{m'*}Y_{l}^{m}\sin {\theta }\,d\theta \,d\varphi =\delta _{ll'}\delta _{mm'}},
где * обозначает комплексное сопряжение, {\displaystyle \delta _{ll'}} — символ Кронекера.
Сферические функции имеют вид
{\displaystyle Y_{l}^{m}={\frac {1}{\sqrt {2\pi }}}e^{im\varphi }\Theta _{lm}(\theta )},
где функции {\displaystyle \Theta _{lm}(\theta )} являются решениями уравнения
{\displaystyle {\frac {1}{\sin {\theta }}}{\frac {d}{d\theta }}\left(\sin {\theta }{\frac {d\Theta _{lm}}{d\theta }}\right)-{\frac {m^{2}}{\sin ^{2}{\theta }}}\Theta _{lm}+l(l+1)\Theta _{lm}=0}
и имеют вид
{\displaystyle \Theta _{lm}={\sqrt {{\frac {(2l+1)}{2}}{\frac {(l-m)!}{(l+m)!}}}}P_{l}^{m}(\cos \theta )}
Здесь {\displaystyle P_{l}^{m}(\cos \theta )} — присоединённые многочлены Лежандра, а {\displaystyle m!} — факториал.
Присоединенные многочлены Лежандра с отрицательным {\displaystyle m} здесь вводятся как
{\displaystyle P_{\ell }^{-m}(x)=(-1)^{m}{\frac {(\ell -m)!}{(\ell +m)!}}P_{\ell }^{m}(x)}
Решение уравнения Лапласа в сферических координатах есть так называемая шаровая функция, получаемая умножением сферической функции на решение радиального уравнения.

## Вещественная форма

Вещественные сферические функции до шестого порядка

Для сферических функций форма зависимости от угла {\displaystyle \varphi } — комплексная экспонента. Используя формулу Эйлера, можно ввести вещественные сферические функции. Иногда их удобнее использовать в связи с тем, что они могут быть наглядно показаны на иллюстрациях, в отличие от комплексных. Однако значимое удобство комплексных функций (утрачиваемое при переходе к вещественным) состоит в независимости квадрата их модуля {\displaystyle |Y_{l}^{m}|^{2}} от угла {\displaystyle \varphi }.
{\displaystyle {\begin{aligned}Y_{\ell m}&={\begin{cases}\displaystyle {i \over {\sqrt {2}}}\left(Y_{\ell }^{m}-(-1)^{m}\,Y_{\ell }^{-m}\right)&{\text{ }}\ m<0\\\displaystyle Y_{\ell }^{0}&{\text{ }}\ m=0\\\displaystyle {1 \over {\sqrt {2}}}\left(Y_{\ell }^{-m}+(-1)^{m}\,Y_{\ell }^{m}\right)&{\text{ }}\ m>0.\end{cases}}\\&={\begin{cases}\displaystyle {\sqrt {2}}\,(-1)^{m}\,\operatorname {Im} [{Y_{\ell }^{|m|}}]&{\text{ }}\ m<0\\\displaystyle Y_{\ell }^{0}&{\text{ }}\ m=0\\\displaystyle {\sqrt {2}}\,(-1)^{m}\,\operatorname {Re} [{Y_{\ell }^{m}}]&{\text{ }}\ m>0.\end{cases}}\end{aligned}}}
Обратное преобразование:
{\displaystyle Y_{\ell }^{m}={\begin{cases}\displaystyle {1 \over {\sqrt {2}}}\left(Y_{\ell |m|}-iY_{\ell ,-|m|}\right)&{\text{ }}\ m<0\\\displaystyle Y_{\ell 0}&{\text{ }}\ m=0\\\displaystyle {(-1)^{m} \over {\sqrt {2}}}\left(Y_{\ell |m|}+iY_{\ell ,-|m|}\right)&{\text{ }}\ m>0.\end{cases}}}
Иногда вещественные сферические функции называют зональными, тессеральными и секториальными.
Функции с m > 0 зависят от угла как косинус, а с m < 0 — как синус.
{\displaystyle Y_{\ell m}={\begin{cases}\displaystyle (-1)^{m}{\sqrt {2}}{\sqrt {{2\ell +1 \over 4\pi }{(\ell -|m|)! \over (\ell +|m|)!}}}\ P_{\ell }^{|m|}(\cos \theta )\ \sin(|m|\varphi )&{\mbox{ }}m<0\\\displaystyle {\sqrt {2\ell +1 \over 4\pi }}\ P_{\ell }^{m}(\cos \theta )&{\mbox{ }}m=0\\\displaystyle (-1)^{m}{\sqrt {2}}{\sqrt {{2\ell +1 \over 4\pi }{(\ell -m)! \over (\ell +m)!}}}\ P_{\ell }^{m}(\cos \theta )\ \cos(m\varphi )&{\mbox{ }}m>0\,.\end{cases}}}

## Повороты

Поворот вещественной сферической функции с m=0 и l=3. Коэффициенты не равны D-матрицам Вигнера, поскольку показаны вещественные функции, но могут быть получены при переразложении по комплексным функциям

Рассмотрим поворот системы координат {\displaystyle {\mathcal {R}}}, на Углы Эйлера {\displaystyle \alpha ,\beta ,\gamma ,} который преобрaзует единичный вектор {\displaystyle \mathbf {r} } в вектор {\displaystyle {\mathbf {r} }'}.
При этом углы {\displaystyle \theta ',\varphi '} вектора {\displaystyle {\mathbf {r} }'} в новой системе координат выражаются через углы в старой системе координат следующим образом
{\displaystyle \cos \theta ^{\prime }=\cos \theta \cos \beta +\sin \theta \sin \beta \cos(\varphi -\alpha )}
{\displaystyle \operatorname {ctg} \left(\varphi ^{\prime }+\gamma \right)=\operatorname {ctg} (\varphi -\alpha )\cos \beta -{\frac {\operatorname {ctg} \theta \sin \beta }{\sin(\varphi -\alpha )}}}
В новой системе координат сферическая функция с индексами {\displaystyle \ell } и {\displaystyle m} будет представима в виде линейной комбинации всех функций с тем же номером {\displaystyle \ell } и различными {\displaystyle m}. Коэффициентами в линейной комбинации являются комплексно- сопряженные D-матрицы Вигнера
{\displaystyle {\hat {D}}(\alpha ,\beta ,\gamma )Y_{l}^{m}(\theta ,\varphi )=Y_{\ell }^{m}(\theta ',\varphi ')=\sum _{m'=-\ell }^{\ell }[D_{mm'}^{(\ell )}(\alpha ,\beta ,\gamma )]^{*}Y_{\ell }^{m'}(\theta ,\varphi ),}
Сферические функции с номером {\displaystyle \ell } образуют базис неприводимого представления размерности {\displaystyle (2\ell +1)} группы вращений SO(3).

## Разложение плоской волны по сферическим функциям
Комплексная экспонента может быть представлена в виде разложения по сферическим функциям
{\displaystyle e^{i\mathbf {k} \cdot \mathbf {r} }=4\pi \sum _{l=0}^{\infty }i^{l}j_{l}(kr)\sum _{m=-l}^{l}Y_{l}^{m*}\left({\frac {\mathbf {r} }{|r|}}\right)Y_{l}^{m}\left({\frac {\mathbf {k} }{|k|}}\right)}
Здесь {\displaystyle j_{n}(x)={\sqrt {\frac {\pi }{2x}}}J_{n+{\frac {1}{2}}}(x)} — сферическая функция Бесселя

## Разложение произведений сферических функций
Разложения  Клебша-Гордана  для произведений двух сферических функций выглядят следующим образом :
{\displaystyle Y_{\ell _{1}}^{m_{1}}(\Omega )Y_{\ell _{2}}^{m_{2}}(\Omega )=\sum _{L,M}{\sqrt {\frac {(2\ell _{1}+1)(2\ell _{2}+1)}{4\pi (2L+1)}}}\langle \ell _{1}\,0\,\ell _{2}\,0|L\,0\rangle \langle \ell _{1}\,m_{1}\,\ell _{2}\,m_{2}|L\,M\rangle Y_{L}^{M}(\Omega )}

## Приложения
- SHTOOLS: Fortran 95 software archive
- HEALPIX: Fortran 90 and C++ software archive
- SpherePack: Fortran 77 software archive
- SpharmonicKit: C software archive
- Frederik J Simons: Matlab software archive
- NFFT: C subroutine library (fast spherical Fourier transform for arbitrary nodes)
- Shansyn: spherical harmonics package for GMT/netcdf grd files
- SHAPE: Spherical HArmonic Parameterization Explorer